# Copera guttifera
Copera guttifera – gatunek ważki z rodziny pióronogowatych (Platycnemididae). Występuje w Afryce Zachodniej.